# Planonasus indicus
Planonasus indicus is een vissensoort uit de familie van de valse kathaaien (Pseudotriakidae). De wetenschappelijke naam van de soort is voor het eerst geldig gepubliceerd in 2018 door Ebert, Akhilesh & Weigmann.